# 오사카 구장
오사카 구장(일본어: 大阪球場)은 1950년에 세워져 1998년에 철거된 일본의 야구장이다. 수용인원은 31,379명이였으며 좌우 91.5m 좌우중 109.7m, 그리고 중앙 펜스까지 115.8m였다. 난카이 호크스(1950년 ~ 1988년), 긴테쓰 펄스(1950년 ~ 1957년), 요쇼 로빈스(1953년 ~ 1954년)의 홈구장으로 사용되었는데 긴테쓰 버펄로스가 79~80년 포스트시즌 당시 홈구장으로 사용하기도 했다.
그 후, 1989년부터 1990년까지 긴테쓰 버펄로스가 홈경기 일부를 개최하기도 했다.
철거 이후, 오사카 구장 자리에는 난바 파크스가 2003년에 개장하였다.

## 같이 보기
- 난바 파크스